# Teen pop
Teen pop („pop pro mládež“) je hudební žánr, který kombinuje texty o pocitech, problémech a životě teenagerů a pop music. Reprezentativním příkladem teen popu je Justin Bieber nebo kapely One Direction,Tokio Hotel a The Wanted.
Příkladem písní jsou například: „Chasing the Sun“ od The Wanted, „What Makes You Beautiful“ od One Direction a tak dále.